# Sangala sacrata
Sangala sacrata là một loài bướm đêm trong họ Geometridae.